# Warner Max Corden
Warner Max Corden (geboren als Werner Max Cohn am 13. August 1927 in Breslau; gestorben 21. Oktober 2023 in Melbourne) war ein australischer Ökonom.

## Leben
Werner Max Cohn war ein Sohn des Juristen Rudolf Cohn (1896–1958) und der Käthe Levy, er hatte einen älteren Bruder. Der Breslauer jüdische Geschichtslehrer und Historiker Willy Cohn (1888–1941) war ein Onkel. Sein Vater wurde 1938 für einige Zeit als so genannter Aktionsjude im Konzentrationslager Buchenwald inhaftiert, und die Familie wurde zur Auswanderung gezwungen. Sie gerieten 1938 nach England und 1939 nach Australien, wo sie ihre Vor- und Nachnamen anpassten. 
Corden besuchte die Melbourne High School und studierte von 1946 bis 1949 an der Melbourne University. Er arbeitete danach zunächst bei einer Zeitung und dann beim Department of National Development. 1953 machte er einen Master-Abschluss an der Melbourne University und erhielt ein Stipendium für einen Aufenthalt an der London School of Economics (LSE), er wurde dort 1956 promoviert. Corden arbeitete von 1955 bis 1957 in London am National Institute of Economic and Social Research (NIESR). Von 1958 bis 1961 war er Lecturer für Ökonomie an der Melbourne University, danach bis 1967 Fellow an der Australian National University (ANU). Von 1967 bis 1976 lehrte Corden in England als Fellow am Nuffield College der Oxford University. Er kehrte dann als Professor für Ökonomie an die School of Pacific Studies der ANU nach Canberra zurück. Er nahm weiterhin internationale Lehraufträge wahr, so an der School of Advanced International Studies (SAIS) der Johns Hopkins University. Er lehrte insbesondere internationale Handelsbeziehungen und Zölle. Zusammen mit dem englischen Ökonomen J. Peter Neary entwickelte er in den 1980er Jahren ein ökonomisches Modell der Holländischen Krankheit (Dutch disease).

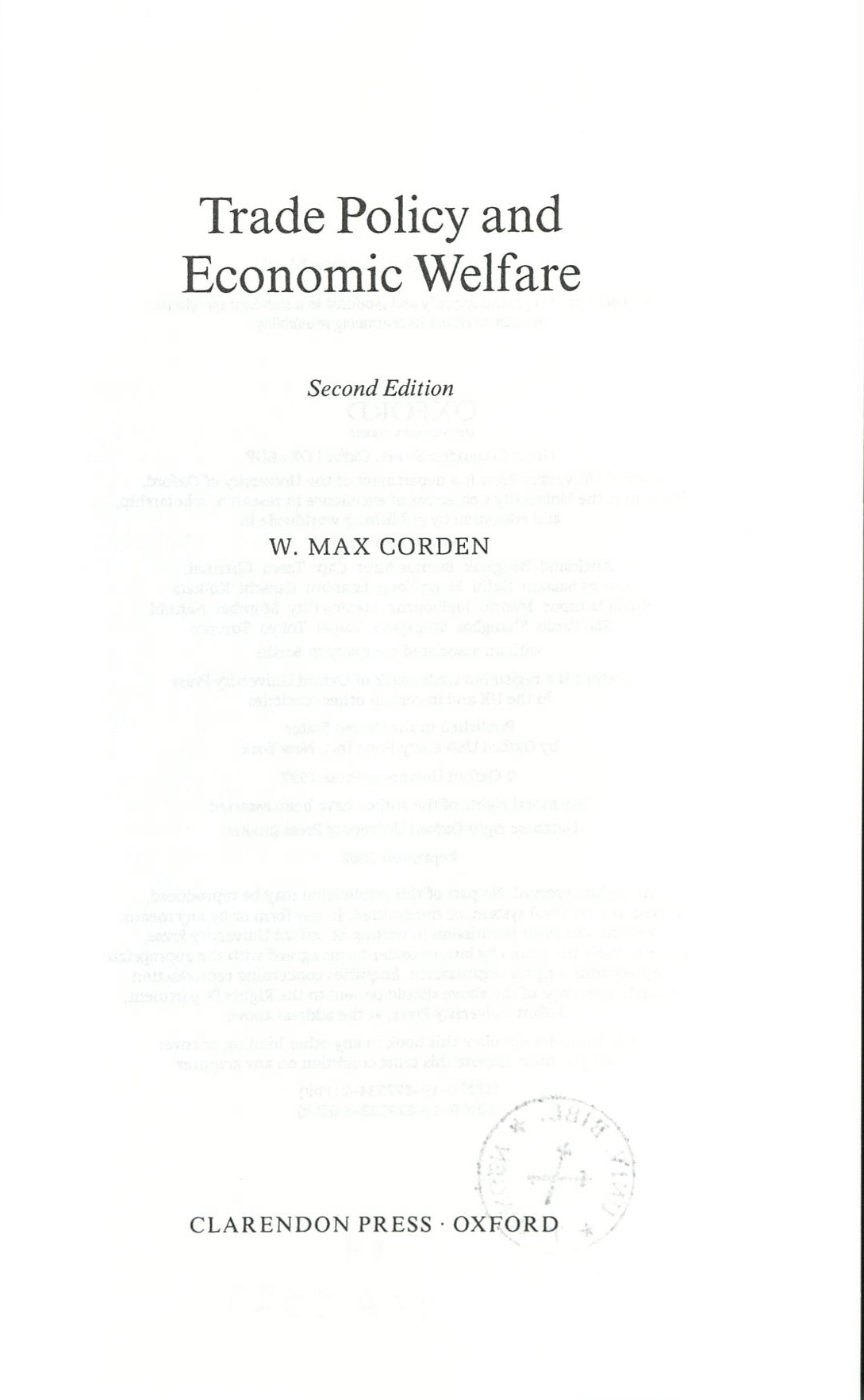
Trade Policy (2002)

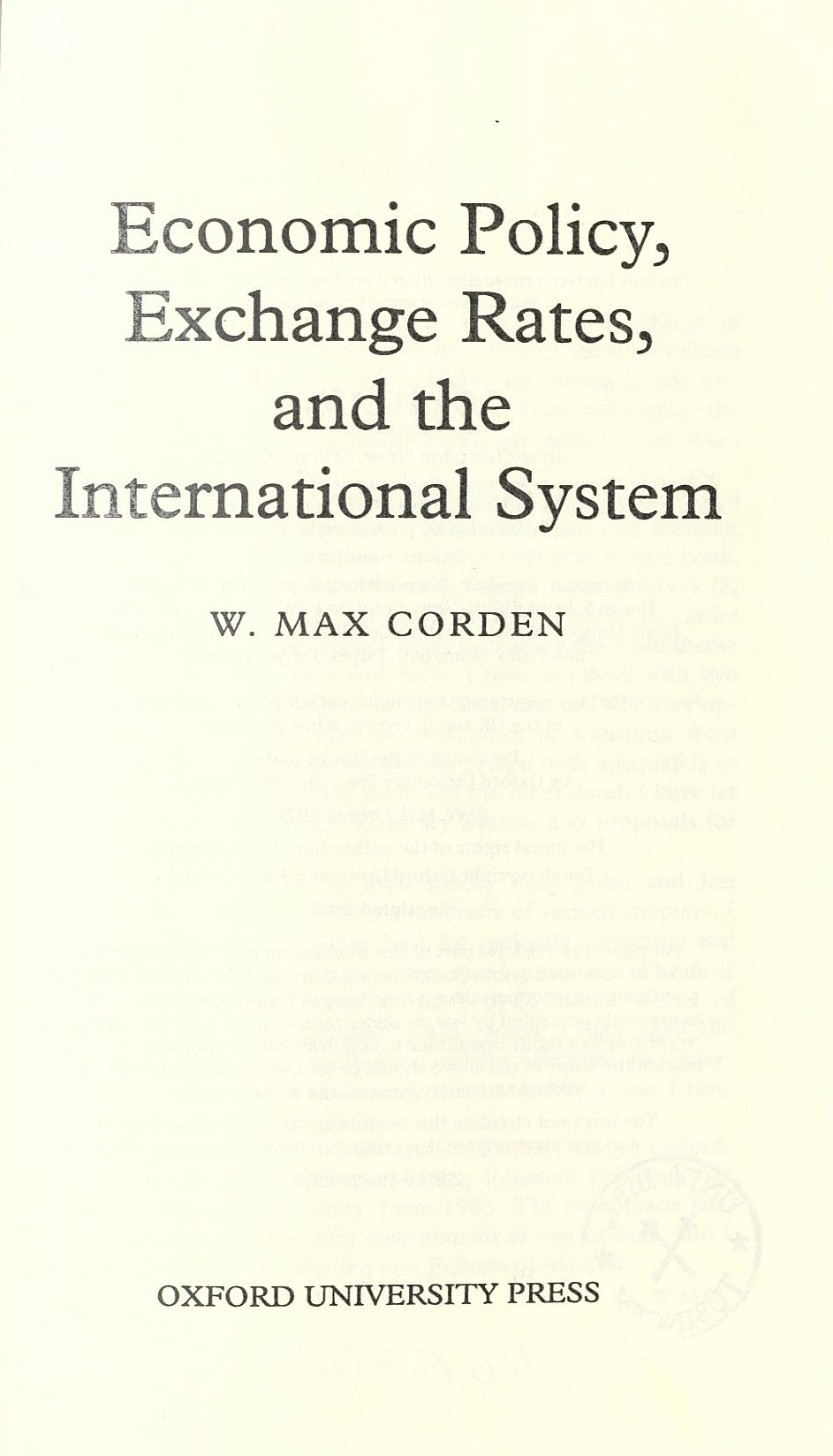
Economic Policy (2003)

Von 1982 bis 1990 war er Mitglied der Group of Thirty. Corden erhielt 1986 den Bernhard-Harms-Preis der Universität Kiel und war seit 2001 Companion des Order of Australia.
Corden war Fellow der Academy of the Social Sciences in Australia und der British Academy, er war Ehrenmitglied der American Economic Association und zeitweise Präsident der Economic Society of Australia.
Corden heiratete 1957 Dorothy Grace Martin, sie hatten ein Kind.

## Schriften (Auswahl)
- The Theory of Protection. 1971
- Trade Policy and Economic Welfare. 1974, 1997
- Inflation, Exchange Rates, and the World Economy: Lectures on International Monetary Economics. 1977, 1985
- Protection, Trade and Growth. 1985
- International Trade Theory and Policy: Selected Essays of W. Max Corden. 1992
- Economic Policy, Exchange Rates, and the International System. Oxford University Press, 1994
- The Road to Reform. 1997
- The Asian Crisis. Singapore: ISEAS Publishing, 1998
- Too Sensational: On the Choice of Exchange Rate Regimes. 2002
- Lucky boy in the lucky country. Autobiographie. Basingstoke, 2017